# Nawira Sevens 2006
El Nawira Sevens (North America and West Indies Rugby Association) de 2006 fue la tercera edición del principal torneo de rugby 7 de la Confederación Norteamérica de Rugby.
Se disputó del 11 al 12 de noviembre en Garrison Savannah, Barbados.

## Fase de grupos

### Primera Fase

#### Grupo A
| Equipo                       | Encuentros | Encuentros | Encuentros | Encuentros | Tantos  | Tantos    | Tantos     | Puntos |
| Equipo                       | jugados    | ganados    | empatados  | perdidos   | a favor | en contra | diferencia | Puntos |
| ---------------------------- | ---------- | ---------- | ---------- | ---------- | ------- | --------- | ---------- | ------ |
| Guyana                       | 4          | 4          | 0          | 0          | 113     | 27        | +86        | 12     |
| Bermudas                     | 4          | 3          | 0          | 1          | 88      | 64        | +24        | 10     |
| Martinica                    | 4          | 2          | 0          | 2          | 57      | 72        | -15        | 8      |
| San Vicente y las Granadinas | 4          | 1          | 0          | 3          | 39      | 95        | -56        | 6      |
| Barbados                     | 4          | 0          | 0          | 4          | 46      | 85        | -39        | 4      |

#### Grupo B
| Equipo               | Encuentros | Encuentros | Encuentros | Encuentros | Tantos  | Tantos    | Tantos     | Puntos |
| Equipo               | jugados    | ganados    | empatados  | perdidos   | a favor | en contra | diferencia | Puntos |
| -------------------- | ---------- | ---------- | ---------- | ---------- | ------- | --------- | ---------- | ------ |
| Jamaica              | 4          | 4          | 0          | 0          | 128     | 12        | +116       | 12     |
| México               | 4          | 3          | 0          | 1          | 49      | 24        | +25        | 10     |
| Bahamas              | 4          | 2          | 0          | 2          | 56      | 77        | -21        | 8      |
| Islas Caimán         | 4          | 1          | 0          | 3          | 40      | 36        | +4         | 6      |
| República Dominicana | 4          | 0          | 0          | 4          | 10      | 134       | -124       | 4      |

#### Grupo C
| Equipo                    | Encuentros | Encuentros | Encuentros | Encuentros | Tantos  | Tantos    | Tantos     | Puntos |
| Equipo                    | jugados    | ganados    | empatados  | perdidos   | a favor | en contra | diferencia | Puntos |
| ------------------------- | ---------- | ---------- | ---------- | ---------- | ------- | --------- | ---------- | ------ |
| USA South                 | 3          | 3          | 0          | 0          | 62      | 27        | +35        | 9      |
| Trinidad y Tobago         | 3          | 2          | 0          | 1          | 60      | 22        | +38        | 7      |
| Guadalupe                 | 3          | 1          | 0          | 2          | 46      | 38        | +8         | 5      |
| Islas Vírgenes Británicas | 3          | 0          | 0          | 3          | 17      | 98        | -81        | 3      |

### Segunda Fase

#### Grupo D
| Equipo    | Encuentros | Encuentros | Encuentros | Encuentros | Tantos  | Tantos    | Tantos     | Puntos |
| Equipo    | jugados    | ganados    | empatados  | perdidos   | a favor | en contra | diferencia | Puntos |
| --------- | ---------- | ---------- | ---------- | ---------- | ------- | --------- | ---------- | ------ |
| Guyana    | 2          | 2          | 0          | 0          | 45      | 26        | +19        | 6      |
| USA South | 2          | 1          | 0          | 1          | 14      | 24        | -10        | 4      |
| México    | 2          | 0          | 0          | 2          | 24      | 33        | -9         | 2      |

#### Grupo E
| Equipo            | Encuentros | Encuentros | Encuentros | Encuentros | Tantos  | Tantos    | Tantos     | Puntos |
| Equipo            | jugados    | ganados    | empatados  | perdidos   | a favor | en contra | diferencia | Puntos |
| ----------------- | ---------- | ---------- | ---------- | ---------- | ------- | --------- | ---------- | ------ |
| Jamaica           | 2          | 2          | 0          | 0          | 38      | 12        | +26        | 6      |
| Bermudas          | 2          | 1          | 0          | 1          | 19      | 41        | -22        | 4      |
| Trinidad y Tobago | 2          | 0          | 0          | 2          | 29      | 33        | -4         | 2      |

### Etapa eliminatoria
|  | Semifinales | Semifinales | Semifinales |         |        | Copa   | Copa | Copa |  |
|  |             |             |             |         |        |        |      |      |  |
|  |             |             |             |         |        |        |      |      |  |
|  | Guyana      | Guyana      | 33          |         |        |        |      |      |  |
|  | Guyana      | Guyana      | 33          |         |        |        |      |      |  |
|  | Bermudas    | Bermudas    | 0           |         |        |        |      |      |  |
|  | Bermudas    | Bermudas    | 0           |         | Guyana | Guyana | 37   |      |  |
|  |             |             |             |         | Guyana | Guyana | 37   |      |  |
|  |             |             | Jamaica     | Jamaica | 0      |        |      |      |  |
|  | Jamaica     | Jamaica     | Jamaica     | Jamaica | 0      | 17     |      |      |  |
|  | Jamaica     | Jamaica     |             |         |        | 17     |      |      |  |
|  | USA South   | USA South   | 12          |         |        |        |      |      |  |
|  | USA South   | USA South   | 12          |         |        |        |      |      |  |
|  |             |             |             |         |        |        |      |      |  |

| Bandera de Guyana |
| Campeón Guyana    |
| 1.er título       |